# Јатова граница
Јатова граница је једна од најважнијих јужнословенских изоглоса на основу које је јужнословенска језичка група подељена у две групе – западну и источну. Уз одређена занемарљива одступања, западно од ове линије старословенско слово ЈАТ (Ѣ), изговара се као Е (на пример: бело, хлеб, млеко, треба, чекам), док се источно од те линије уместо тога изговара као ЈА, ређе и као А (на пример: бјало, хљаб, мљако, трјабва, чакам). 
Ниједна друга јужнословенска изоглоса не дели дијалекте на овако јасан начин. Осим поделе дијалеката на екавске, (и)јекавске и икавске, са једне, и јакавске, са друге стране, постоје и друге многобројне и јако важне изоглосе које се готово потпуно поклапају са јатовом границом.
На северу, јатова граница почиње од ушћа реке Вит, пролази кроз никопољски крај, затим источно од градова Луковит и Плевен и западно од Ловеча, Пирдопа, Панађуришта. Онда пролази кроз ихтимански, пазарџички, разлочки, гоцеделчевски, петрички крај и наставља све до Солуна. Наравно, уз јатову границу постоје локални дијалекти који су прелазни, али и они својим особеностима припадају више једној но другој групи.
Многи угледни научници (попут Јована Цвијића, Тихомира Ђорђевића, Александра Белића, Аполона Мајкова) сматрају да дијалекти западно од јатове границе припадају српском језику. У бугарској дијалектологији се сматра да ова граница дели западне бугарске говоре од источних.